# Березовий Микола Вікторович
Микола Вікторович Березовий (10 жовтня 1976, Горлівка — 10 серпня 2014, Іловайськ) — український громадсько-політичний діяч та військовик. Голова Горлівського міського осередку Донецької обласної організації партії «УДАР». Вояк полку «Азов», Національної гвардії України. Кавалер ордена «За мужність» III ступеня (посмертно). Загинув у бою.

## Життєпис
2006 року закінчив Український інститут розвитку фондового ринку Київського національного економічного університету ім. В. Гетьмана.
2008 року закінчив Міжнародний університет фінансів при «НТУУ „КПІ“».
Працював на посадах начальника управління комунального підприємства «Трамвайно-тролейбусне управління Горлівської міської ради», провідного спеціаліста ТОВ «Пріоритет», керівника філії ТОВ «Конкорд капітал», помічника-консультанта депутата Верховної Ради Андрія Шкіля, спеціаліста ТОВ «Корона», інженера-теплотехніка ВАТ «Стирол».

## Громадсько-політична діяльність
- кандидат у депутати Горлівської міської ради (позапартійний) (1998)
- керівник Горлівської міської організації ВО «Батьківщина» (2001)
- керівник Горлівського міського штабу Блоку Юлії Тимошенко (2002)
- помічник-консультант депутата Верховної Ради Андрія Шкіля
- керівник окружного виборчого штабу (Горлівка) кандидата в Президенти України Віктора Ющенка (2004), член окружної виборчої комісії (округ № 48), від кандидата в Президенти України Віктора Ющенка
- керівник Горлівської міської організації ВО «Батьківщина» (2001)
- заступник керівника Горлівської міської організації ВО «Батьківщина» (2003)
- Лідер партії «УДАР» у Горлівці.
- За підтримки партії «УДАР» змагався за депутатський мандат у виборчому окрузі № 51 (Донецька область) (2012).

## Участь в АТО
Микола Березовий (позивний «Береза»), воював у складі батальйону міліції спеціального призначення «Азов». 10 серпня 2014 року загинув у бою від кулі снайпера під містом Іловайськ (Донецька область). Загинув, намагаючись врятувати пораненого товариша Андрія Дрьоміна. Смертельних поранень зазнав Роман Сокуренко.
Про загибель Березового у Facebook повідомив доброволець батальйону «Азов» Микола Ляхович: «при спробі звільнення Іловайська загинув Микола Березовий, це чоловік Тетяни Чорновол. Він, був чотовим, наша чота йшла за БМП та попала під снайперський обстріл з обох сторін. Працювали російські найманці спеці 12,7 калібром. Спочатку був ранений гранатометник Андрій Дрьомін з Тернополя — позивний „Світляк“. Микола Березовий кинувся на допомогу „Світляку“ і теж отримав кулю в ногу. Поки ми прикривали їх „Сокіл“ спробував допомогти Миколі і теж отримав кулю в живіт. На жаль ми супроводжували БМП яке постійно глохло і не мало запасу боєкомплекту для відстрілювання. Довелось вантажити поранених під шальним вогнем снайперів і лише чудом вдалося уникнути інших жертв. При цьому снайпер ще раз підстрілив „Світляка“, чим добив його, всього він отримав п'ять куль, дві з них витримав шолом. Поки ми вийшли з під обстрілу з пораненими, і поки приїхала медична допомога — Микола Березовий помер. Крупним калібром йому розірвало артерію на нозі в районі паху і навіть джгут не зміг зупинити кров.»

## Сім'я
Дружина — Чорновол Тетяна Миколаївна, журналістка, політик та громадський діяч.
Від шлюбу є син Устим Березовий (2010 р. н.) та донька — Іванна Березова (2003 р. н.).
Сестра — Гусєва Тетяна Леонідівна. Мати — Березова Наталія Захарівна.

## Нагороди та вшанування
- Орден «За мужність» ІІІ ступеня (2014) — за особисту мужність, героїзм і самопожертву, виявлені у захисті державного суверенітету та територіальної цілісності Української держави (посмертно).[5]
- Його портрет розміщений на меморіалі «Стіна пам'яті полеглих за Україну» у Києві: секція 2, ряд 1, місце 33.
- Нагороджений «Іловайським Хрестом» (посмертно).
- 13 жовтня 2017 року у Гірській школі урочисто відкрито меморіальну дошку на честь Миколи Березового.
- У місті Бориспіль є вулиця Миколи Березового.